# Guennadi Alamia
Guennadi Alamia (né en 1949) est un poète abkhaze. Il est notamment connu pour être l'auteur de l'hymne national de l'Abkhazie, Aiaaira (Victoire).

## Biographie
Il est né à Kutol, un village abkhaze, le 24 juillet 1949 de Shaliko Alamiyya et Klara Kaslandzia. Sa mère était apparentée à un acteur abkhaze très connu, Leo Kaslandzia. Elle a longtemps travaillé dans Kutol comme enseignante de langue russe et de littérature. Son père Shaliko était économiste de profession et dirigeait une collectivité fermière du village de Kutol qui se trouve dans le district d'Ochamchira. Guennadi Alamia  a étudié la physique et les mathématiques à la faculté de Sukhum avant de se rendre à Moscou pour étudier à l'Institut littéraire de l'Union des écrivains russes.
Carrière journaliste et politique
Il est également le chef du parti social-démocrate d'Abkhazie.
.